# Belagerung von Sewastopol
Oltenița – Achalziche – Başgedikler – Sinope – Cetate – Silistra – Nigojeti – Tscholok – Odessa – Kurekdere – Petropawlowsk-Kamtschatski – Alma – Sewastopol – Bomarsund – Balaklawa – Inkerman – Jewpatorija – Taganrog – Çorğun – Kars – Tschernaja – Malakow – Kinburn – Pariser Frieden
Die Belagerung von Sewastopol fand während des Krimkrieges von 1854 bis 1855 zwischen Russland einerseits und dem Osmanischen Reich, Frankreich, Großbritannien und ab 1855 auch dem Königreich Sardinien (dem politisch prägenden Vorläuferstaat des späteren Italien) andererseits statt. Die Erstürmung der Stadt durch die Alliierten beendete schließlich den Krimkrieg.

## Verlauf
Am 14. September 1854 landeten britische und französische Truppen in der Bucht von Kalamita, nördlich von Sewastopol in der Nähe von Saky, auf der Krim. Nachdem sie in der Schlacht an der Alma siegreich waren, begannen sie am 9. Oktober mit der Einschließung Sewastopols. Die russische Schwarzmeerflotte hatte sich im Hafen der Stadt versenkt und verhinderte damit einen Angriff der Alliierten unter Unterstützung ihrer Flotte. Die Befestigungsanlagen waren hauptsächlich nach Norden, zur Seeseite, ausgerichtet. Aus diesem Grund entschieden sich die Alliierten, Sewastopol von Süden zu belagern, wobei die Stadt nie vollständig eingeschlossen wurde. Der deutschbaltische Ingenieuroffizier und spätere General Eduard Totleben ließ deshalb kurzfristig ein System von Feldschanzen, Batteriestellungen und Schützengräben anlegen, welches die fast einjährige Verteidigung der Festung ermöglichte.
Die Belagerung war gekennzeichnet durch katastrophale medizinische Zustände bei den Alliierten. So starben neben zahlreichen Soldaten auch der französische Oberbefehlshaber Saint-Arnaud, der britische Befehlshaber Raglan und der Befehlshaber der französischen Flotte Armand Joseph Bruat an der Cholera. Die Russen versuchten die Belagerung am 25. Oktober 1854 in der Schlacht von Balaklawa und am 5. November 1854 in der Schlacht von Inkerman, jeweils erfolglos, zu beenden.

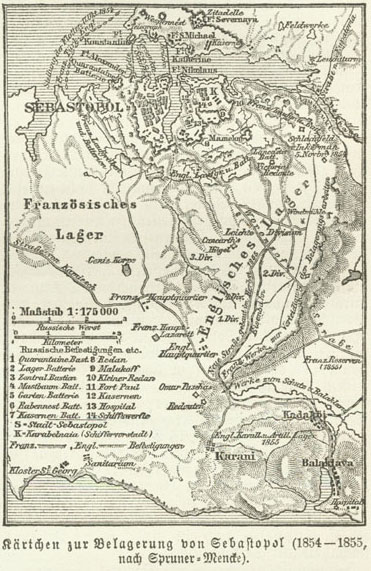
Zeitgenössische Karte der Belagerung von Sewastopol

Ab Oktober 1854 fanden wechselseitige Beschießungen der Stellungen statt, bei denen bis dahin ungekannte Mengen von Granaten benötigt wurden. Am 9. April 1855 begann eine besonders intensive Beschießung der Stadt. Der britische Chefingenieur John Fox Burgoyne sah das Zentrum der russischen Stellung im Fort Malakow und konzentrierte das Feuer der Alliierten dort. Im Mai 1855 standen 35.000 Briten und 75.000 Franzosen (einschließlich Reservearmee in Istanbul: 30.000), sowie 60.000 Osmanen auf der Krim. Ende Mai trafen dazu noch 14.000 Italiener ein. Osmanischer Oberbefehlshaber war Serdar-i Ekrem Omar Pascha. Zu dessen Stab gehörten Abdullah Pascha Marzioğlu (vorerst Bey), Salih Paşa, Iskender Bey und Halil Paşa.
Die alliierten Flotten beherrschten das Schwarze Meer, versenkten Transportschiffe und beschossen sowohl militärische als auch zivile Objekte an der Küste. Am 16. August versuchten die Russen noch einmal vergeblich die Belagerung durch die Schlacht an der Tschernaja aufzuheben.
Der Kampf um die Festung Sewastopol erreichte nach fast einjähriger Belagerung seinen Höhepunkt und den gleichzeitigen Abschluss mit der Erstürmung des Forts Malakow. Nach dreitägigem Beschuss der Stadt durch 775 britische und französische Geschütze griffen drei französische und zwei britische Divisionen an mehreren Stellen die Festung an. Nach der Eroberung Malakows durch Franzosen unter dem Kommando der Generale Patrice de Mac-Mahon und Pierre Bosquet am 8. September 1855 mussten die russischen Verteidiger die gesamte Stadt Sewastopol räumen. Da die Festung die Kontrolle des Schwarzmeerhafens von Sewastopol ermöglichte, sprengten die russischen Truppen die Anlagen und zogen sich zurück.
Am 30. März 1856 schloss Russland daraufhin schließlich mit seinen Kriegsgegnern den Frieden von Paris.

## Trivia
Als wohl letzter überlebender Teilnehmer der Belagerung starb die in Großbritannien bekannte Schildkröte Timothy am 4. April 2004 im Alter von rund 160 Jahren. Sie befand sich als Maskottchen auf dem Linienschiff HMS Queen, die Sewastopol bei der Belagerung mit Artillerie bombardierte.
Nach der Schlacht wurde unter anderem der Boulevard de Sébastopol in Paris benannt.
Lew Nikolajewitsch Tolstoi verarbeitete seine Teilnahme am Krimkrieg in den 1855 und 1856 publizierten, äußerst realitätsnahen Sewastopoler Erzählungen.